# Fischia il sasso
Fischia il sasso (noto anche come Balilla!) è un brano musicale composto da Vittorio Emanuele Bravetta e musicato da Giuseppe Blanc nel 1923.

## Storia
La canzone, popolarissima nella retorica fascista dell'epoca, venne adottata come inno ufficiale dei Balilla dell'Opera nazionale balilla e venne eseguita periodicamente durante le adunate del sabato fascista. Come inno di un'organizzazione giovanile di partito, esso prendeva ad esempio la figura di Giovan Battista Perasso detto "Balilla", il ragazzino eroe della Rivolta di Genova del 1746 quando la popolazione genovese, incitata da un giovane ragazzo che per primo scagliò la pietra della rivolta, riuscì a scacciare gli austriaci che occupavano la città. Il canto, nella vicenda di Balilla, riunisce idealmente i "nuovi balilla" del ventennio fascista, i giovani aderenti all'organizzazione che sono chiamati con ardore a percorrere le gesta di chi li ha preceduti.

## Nella cultura popolare
La canzone è presente anche nelle colonna sonore dei film Gli eroi del doppio gioco diretto da Camillo Mastrocinque e Gli anni ruggenti di Luigi Zampa entrambi usciti nelle sale italiane nel 1962. Pur riprendendo idealmente il titolo della canzone, non ha invece alcuna pertinenza con l'inno fascista il titolo del film Fischia il sesso diretto da Gian Luigi Polidoro ed uscito nelle sale nel 1974. Alla seconda strofa di questa canzone, si rifà il titolo del romanzo Fiero l'occhio svelto il passo, scritto da Luca Goldoni e da Enzo Sermasi e pubblicato da Mondadori nel 1979 che per l'appunto narra le vicende di alcuni giovani balilla durante il periodo fascista.